# The Score (banda)
The Score es una banda estadounidense de indie rock formada en Los Ángeles, California, Estados Unidos. Sus integrantes son Eddie Anthony y Edan Dover. Se caracteriza por haber participado en diversos comerciales de manera anónima hasta firmar con Republic Records en 2015 después de su sencillo «Oh My Love», que alcanzó éxito entre la población anglosajona.

## Historia
La primera aparición de la banda fue mientras trabajaban para la cadena de supermercados ASDA, con su sencillo Oh My Love, en la letra del tema musical se podía apreciar frases en donde se hacía referencia a consumir en ASDA, una de sus frases más llamativas era «Ahorra dinero, vive mejor». El gerente de ASDA de ese tiempo, Chris Chalmers afirmó que el éxito de la campaña publicitaria con The Score se debía a que la «banda no tenía firma y eran desconocidos» para el público general.
La canción empujó a la banda a la luz pública y Oh My Love se posiciona en el puesto 43 de la lista de músicas de Shazam en 2015. Esto permitió a la banda firmar con Republic Records e iniciar su carrera musical de manera profesional.

## Discografía

### Álbumes de estudio
ATLAS
- Publicación: 13 de octubre de 2017
- Sello discográfico: Republic Records
- Formato: Descarga digital

Carry On
- Publicación: 28 de agosto de 2020
- Sello discográfico: Republic Records
- Formato: Descarga digital

Metamorph
- Publicación: 17 de marzo de 2022
- Sello discográfico: The Score Music, LLC under exclusivo license to IMPERIAL
- Formato: Descarga digital

Last Legends
• Publicación: 7 de noviembre de 2024
• Sello Discográfico: The Score Music LLC under exclusive license to IMPERIAL
• Formato: Descarga digital
e EP
- Publicación: 18 de febrero de 2014
- Sello discográfico: Ninguno
- Formato: Descarga digital

The Score EP 2
- Publicación: 23 de septiembre de 2014
- Sello discográfico: Ninguno
- Formato: Descarga digital

Where Do You Run
- Publicación: 25 de septiembre de 2015
- Sello discográfico: Republic Records
- Formato: Descarga digital

Unstoppable
- Publicación: 23 de septiembre de 2016
- Sello discográfico: Republic Records
- Formato: Descarga digital

Myths & Legends
- Publicación: 14 de abril de 2017
- Sello discográfico: Republic Records
- Formato: Descarga digital

Stripped
- Publicación: 11 de agosto de 2017
- Sello discográfico: Republic Records
- Formato: Descarga digital

Pressure
- Publicación: 1 de febrero de 2019
- Sello discográfico: Republic Records
- Formato: Descarga digital

Stay
- Publicación: 9 de agosto de 2019
- Sello discográfico: Republic Records
- Formato: Descarga digital

Chrysalis
- Publicación: 24 de septiembre de 2021
- Sello discográfico: The Score Music, LLC under exclusive license to IMPERIAL
- Formato: Descarga digital

### Sencillos
- Don't Wanna Wake Up (2014)
- Til The Stars Burn Blue (2014)
- Better than One (2014)
- Catching Fire (2015)
- White Iverson (2015)
- Oh My Love (2015)
- On And On (2016)
- Unstoppable (2016)
- Legend (2017)
- Revolution (2017)
- Miracle (2017)
- Higher (2017)
- Never Going Back (2017)
- Only One (2018)
- Glory (2018)
- Stronger (2018)
- The Fear (2018)
- Born for this (2019)
- Stay (2019)
- Bulletproof (feat. XYLØ) (2019)
- Best Part (2020)
- The Champion (2020)
- All Of Me (feat. Travis Barker) (2020)
- Victorious (2021)
- Head Up (2021)
- Top Of The World (2021)
- Pull The Cord (2021)
- Good To Be Alive (2021)
- Alarm (2021)
- Big Dreams (ft. FITZ)    (2021)
- Enemies (2022)
- Fighter (2022)
- Skeletons (2022)
- In my blood (2022)
- Bad Days (2022)
- Deep End (2023)
- Survivor (2023)
- Down With My Wolves (ft. 2WEI) (2024)
- Power (2024)
- Don't Need The Hero (2024)
- Visions (2024)

## Miembros
- Eddie Anthony Ramirez Jr. - Voz, coros, guitarra, bajo. (2014-presente)
- Edan Chai Dover -  Coros, teclados, programación. (2014-presente)